# Ахтала
Ахтала (на арменски: Ախթալա) е град, разположен в провинция Лори, Армения. Населението му през 2011 година е 2092 души.

## Население
- 1990 – 3445 души
- 2001 – 2225 души
- 2009 – 2399 души
- 2011 – 2092 души